# Cambes-en-Plaine
Cambes-en-Plaine je francouzská obec v departmentu Calvados v regionu Normandie.

## Geografie
Nachází se 8 kilometrů severně od města Caen. Sousedí na severu s Anisy, na severovýchodě s Mathieu, na východě s Biéville-Beuville, na jihovýchodě s Épron, na jihozápadě se Saint-Contest a na západě s Villons-les-Buissons.

## Historie
Osídlení místa je poprvé zmiňováno v 10. století. Obec byla zemědělská, produkty prodávala na trzích v Caen. V 19. století zde byl zřízen lihovar, který byl zavřen až po 2. světové válce. Po bojích v oblasti byla většina zástavby zničena, obnova trvala 15 let.

## Památky
Ve vesnici je kostel zasvěcený sv. Martinovi.

## Vývoj počtu obyvatel
Počet obyvatel

## Partnerská obec
- Gerbrunn, Bavorsko, Německo